# Mechanicsburg (Illinois)
Pour les articles homonymes, voir Mechanicsburg.
Le village de Mechanicsburg est situé dans le comté de Sangamon, dans l’État de l’Illinois, aux États-Unis. Sa population s’élevait à 590 habitants lors du recensement de 2010, estimée à 640 habitants en 2016.